# Oracle Unified Method
Oracle Unified Method (унифицированный метод Oracle, сокр. OUM) - фреймворк для итеративного и инкрементального процесса разработки ПО, разработанный корпорацией Oracle для реализации своей точки зрения на поддержку успешной реализации каждого продукта Oracle – приложений, промежуточного ПО и баз данных. 
Oracle Unified Method - одно из множества вариаций обобщенного унифицированного процесса. Актуальный релиз, OUM 6.0, поддерживает полный спектр проектных технологий, включая полную поддержку сервис-ориентированной архитектуры (SOA), промышленной интеграции, заказного программного обеспечения, Identity management (IdM) и управление рисками (GRC).
Ключевые особенности, появившиеся в релизе 5.2.0 :

• Сервис-ориентированная архитектура (SOA)

• Промышленная интеграция

• Заказное ПО

• Identity Management (IdM)

• Управление рисками (GRC)

• Защита баз данных (DBS)

• Управление производительностью

• Бизнес-аналитика

• Предприятие 2.0

• Enterprise Application Implementation

## Процессы разработки
- RD - Определение производственных требований,
- ES - Исследование существующих систем,
- TA - Определение технической архитектуры,
- DB - Проектирование и построение БД,
- MD - Проектирование и реализация модулей,
- CV - Конвертирование данных,
- DO - Документирование,
- TE - Тестирование,
- TR - Обучение,
- TS - Переход к новой системе,
- PS - Поддержка и сопровождение.